# Cryptomys foxi
Cryptomys foxi је врста глодара из породице пешчарских слепих кучића (Bathyergidae).

## Распрострањење
Ареал врсте је ограничен на мањи број држава. Врста је присутна у Нигерији и Камеруну.

## Станиште
Станишта врсте су шуме, травна вегетација и речни екосистеми.

## Угроженост
Подаци о распрострањености ове врсте су недовољни.